# China Everbright
China Everbright Limited (中國光大控股有限公司) — крупная финансовая компания, базирующаяся в Гонконге. Специализируется на управлении активами, прямых инвестициях, брокерских услугах и инвестиционном банкинге в Китае. Входит в состав китайской государственной корпорации China Everbright Group.

## История
В 1983 году в Гонконге была создана China Everbright Holding Company, которая после ряда приобретений была реорганизована в компании China Everbright Limited (с 1997 года котируется на Гонконгской фондовой бирже) и China Everbright International.
В 2014 году родственный China Everbright Bank принимал участие в разработке и внедрении новой платёжной системы Китая.

## Акционеры
Крупнейшими акционерами являются China Everbright Group (49,74 %) и CITIC-Prudential Life Insurance Company (совместное предприятие CITIC Limited и Prudential plc — 9,02 %). Непосредственной холдинговой компанией для China Everbright Limited является Honorich Holdings, зарегистрированная на Британских Виргинских островах.

## Деятельность
За 2020 год выручка China Everbright составила 5,59 млрд гонконгских долларов, из них 4,34 млрд пришлось на доход от инвестиций.
Основные подразделения по состоянию на 2020 год:
- Управление фондами — вложение активов различные фондов в ценные бумаги и строительство; размер активов под управлением составил на конец 2020 года 183 млрд гонконгских долларов (из них 23 % пришлось на собственные фонды, остальное — внешних клиентов), выручка 1,84 млрд долларов.
- Основные инвестиции — владение долями в различных компаниях, в том числе входящих в China Everbright Group, крупнейшими из них являются China Everbright Bank, Everbright Securities, CALC (лизинг самолётов), Everbright Senior Healthcare (сеть домов престарелых), Terminus (информационные технологии); выручка 3,75 млрд долларов.